# Vietname do Norte
O Vietname do Norte (português europeu) ou Vietnã do Norte (português brasileiro), oficialmente denominado República Democrática do Vietname/Vietnã (Việt Nam Dân Chủ Cộng Hòa, em língua vietnamita), foi fundada por Ho Chi Minh em 1950 e imediatamente reconhecida pelo Japão e URSS. Em 1954, depois da sua derrota na Batalha de Dien Bien Phu, a França reconheceu formalmente este país na Conferência de Genebra, ao mesmo tempo que o país era dividido em dois.
A capital desta república era Hanói e o mesmo tinha um governo socialista que pretendia reunificar o país, o que só foi possível através de um conflito armado contra o Vietname do Sul e os Estados Unidos — e que ficou conhecido como a Guerra do Vietname ou Guerra Americana. Os norte-americanos sofreram forte resistência dos vietnamitas, o que transformou este conflito na maior derrota militar e política dos Estados Unidos durante a Guerra fria. O governo norte-vietnamita deu forte apoio militar ao Vietcong, além de ter enviado tropas.
Uma guerra semelhante tinha acontecido alguns anos antes na Coreia: a Guerra da Coreia.
A queda de Saigon a 30 de Abril de 1975 possibilitou a reunificação do país a 2 de Julho de 1976, que se tornou a República Socialista do Vietname.